# النوادر السلطانية والمحاسن اليوسفية
النوادر السلطانية والمحاسن اليوسفية كتاب من تأليف أبو المحاسن بهاء الدين بن شداد الأسدي الموصلي (ت. 632 هـ)، يتحدث عن سيرة صلاح الدين الأيوبي، يقع في مقدمة مهدت لموضوع الكتاب، يعقبها القسم الأول: الذي اهتم فيه بذكر مولد صلاح الدين الأيوبي وخصائصه، وكان القسم الثاني: في بيان تقلبات أحواله وفتوحاته في تواريخها، ثم انتهى الكتاب بمرض ووفاة صلاح الدين الأيوبي.